# Rovaniemi järnvägsstation

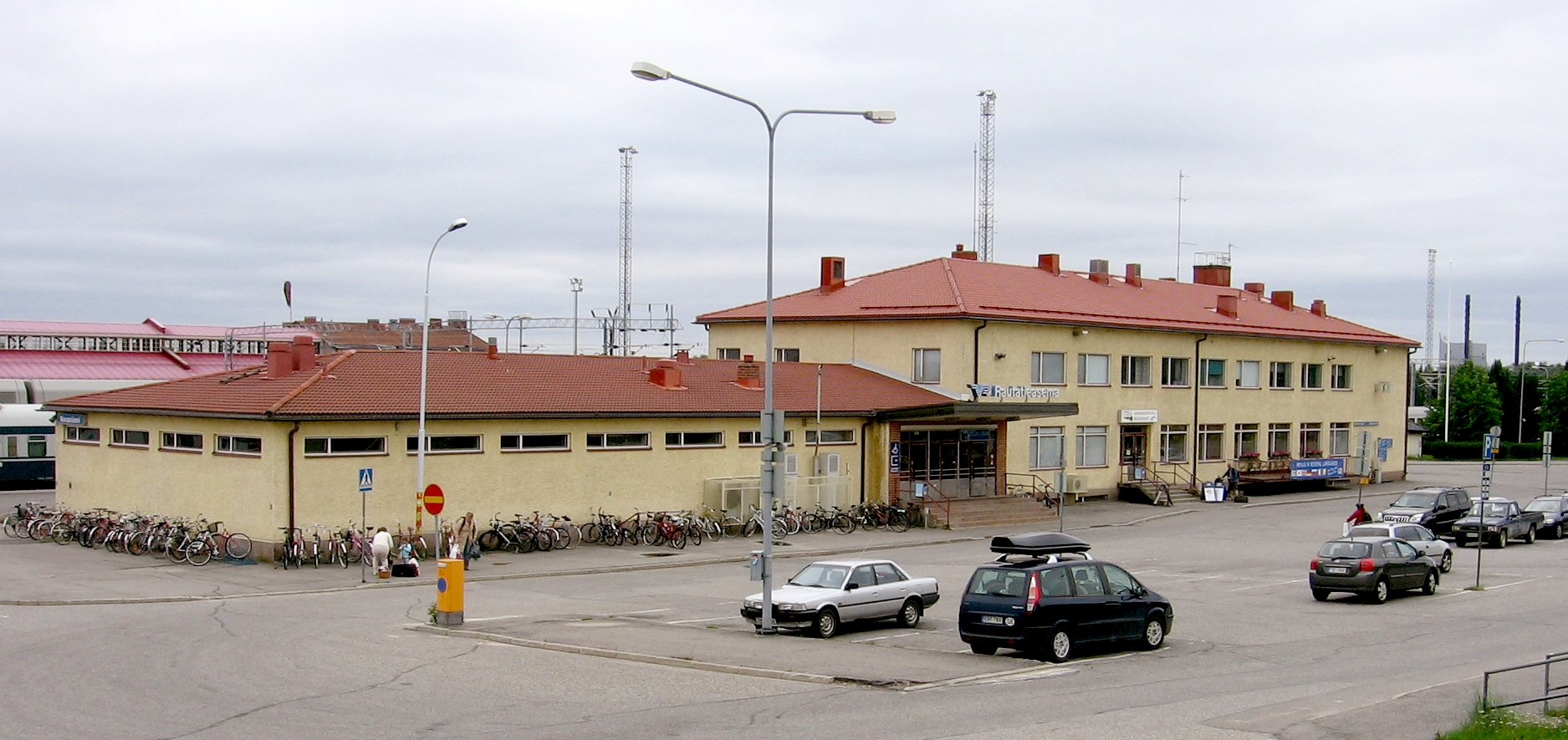
Järnvägsstationen i Rovaniemi

Rovaniemi järnvägsstation är en järnvägsstation på Laurila–Kelloselkä-banan i den finländska staden Rovaniemi i landskapet Lappland. Järnvägsstationen öppnades 1909. Den nuvarande byggnaden är den femte stationsbyggnaden i Rovaniemi. Avståndet från Kemi järnvägsstation är cirka 113 kilometer.